# Kim Hyesoon
Dans ce nom coréen, le nom de famille, Kim, précède le nom personnel.
Pour les articles homonymes, voir Kim.
Kim Hyesoon (en hangeul : 김혜순) est une poétesse sud-coréenne née en 26 octobre 1955.

## Biographie
Kim Hye-sun est née en 26 octobre 1955 à Uljin dans la province de Gyeongsangbuk-do. Elle obtient son doctorat en littérature coréenne à l'université Konkuk et débute en tant que poète en 1979 avec la publication de Le poète fumant sa cigarette (Dambaereul piuneun si-in) ainsi que quatre autres poèmes dans la revue Munhakkwa jiseong (ko) (Littérature et Intelligence). Kim est une poète contemporaine très importante en Corée du Sud ; elle vit à Séoul et enseigne l'écriture à l'Institut des arts de Séoul. Elle est également l'une des auteures d'avant-garde de la revue Munhakgwa jiseong.

## Œuvre
Elle commence à recevoir un accueil favorable de la critique à partir des années 1990, estimant elle-même que cet accueil était en partie lié à l'effervescence de l'écriture féminine durant cette période. Elle a reçu de nombreux prix littéraires durant sa carrière y compris le prix Kim Soo-young (1997) pour son poème Une pauvre machine d'amour (Bulssanghan sarang gigye), le prix de poésie Sowol (2000) et le prix Midang (2006),, prix dont les titres reprennent le nom de poètes coréens prestigieux. Elle a été la première poète femme à recevoir ces prestigieuses distinctions.
Son œuvre  poétique comprend notamment : D'une autre étoile (Tto dareun byeoreseo,1981), L'épouvantail de mon père (Abeojiga se-un heosuabi, 1984), L'enfer d'une certaine étoile (Eoneu byeorui jiok, 1987), Nos photos négatives (Urideurui eumhwa, 1991), Mon Upanishad, Séoul (Na-ui upanisyadeu, Seo-ul, 1994), Une pauvre machine d'amour (Bulssanghan sarang gigye, 1997), Pour le directeur de l'usine de calendriers (Dalyeok gongjang gongjang jangnim boseyo, 2000), Un verre fait de miroirs rouges (Hanjanui bulgeun geo-ul, 2004), Votre premier (Dangsinui cheot, 2008), Dentifrice de chagrin et Crème de miroir (Seulpeum chiyak Geo-ul krim, 2011).
Elle participe à des lectures de poésie dans plusieurs festivals à travers le monde : Centre de poésie du Collège Smith (2003), Festival de poésie de Taipei (2008), 41e festival international de poésie de Rotterdam (2010), etc.
Son talent poétique réside dans sa faculté de combiner des images poétiques avec une expérimentation du langage tout en donnant « un style féminin » à son écriture à la mesure de ses expériences de femme. Son langage est à la fois violent et agile, approprié à ses thèmes privilégiés comme la mort et l'injustice. À plusieurs reprises, sa poésie est traversée par la couleur du sang comme dans des expressions, « bébé rouge », « fluide embryonnaire rouge », « rosée pourpre ».